# Mistrzostwa Australii i Oceanii w Wielobojach 2014
Mistrzostwa Australii i Oceanii w Wielobojach 2014 – zawody lekkoatletyczne w konkurencjach wielobojowych rozegrane 3 i 4 kwietnia w Melbourne w Australii. Zawody były pierwszą odsłoną cyklu IAAF Combined Events Challenge w sezonie 2014.

## Rezultaty
| Konkurencja:           | 1. miejsce      | Rezultat  | 2. miejsce   | Rezultat  | 3. miejsce      | Rezultat  |
| Dziesięciobój mężczyzn | Jake Stein      | 7564 pkt. | Stephen Cain | 7493 pkt. | Kyle Cranston   | 7390 pkt. |
| Siedmiobój kobiet      | Sophie Stanwell | 5621 pkt. | Portia Bing  | 5504 pkt. | Ashley Hamilton | 5347 pkt. |